# 蔡炳龍
蔡炳龍（？年—？年），字開孚，號初穆，福建泉州府晋江县人。明朝末年政治人物。

## 生平
天啓四年（1624年）甲子科福建乡试舉人，崇祯四年（1631年）辛未科进士。都察院观政，授大理寺右评事。